# مونيك نويل
مونيك نويل (بالإنجليزية: Monique Noel)‏ هي عارضة وممثلة أمريكية، ولدت في 28 أبريل 1967 في سايلم في الولايات المتحدة.

## وصلات خارجية
- مونيك نويل على موقع IMDb (الإنجليزية)
- مونيك نويل على موقع قاعدة بيانات الفيلم (الإنجليزية)